# 林肯公路

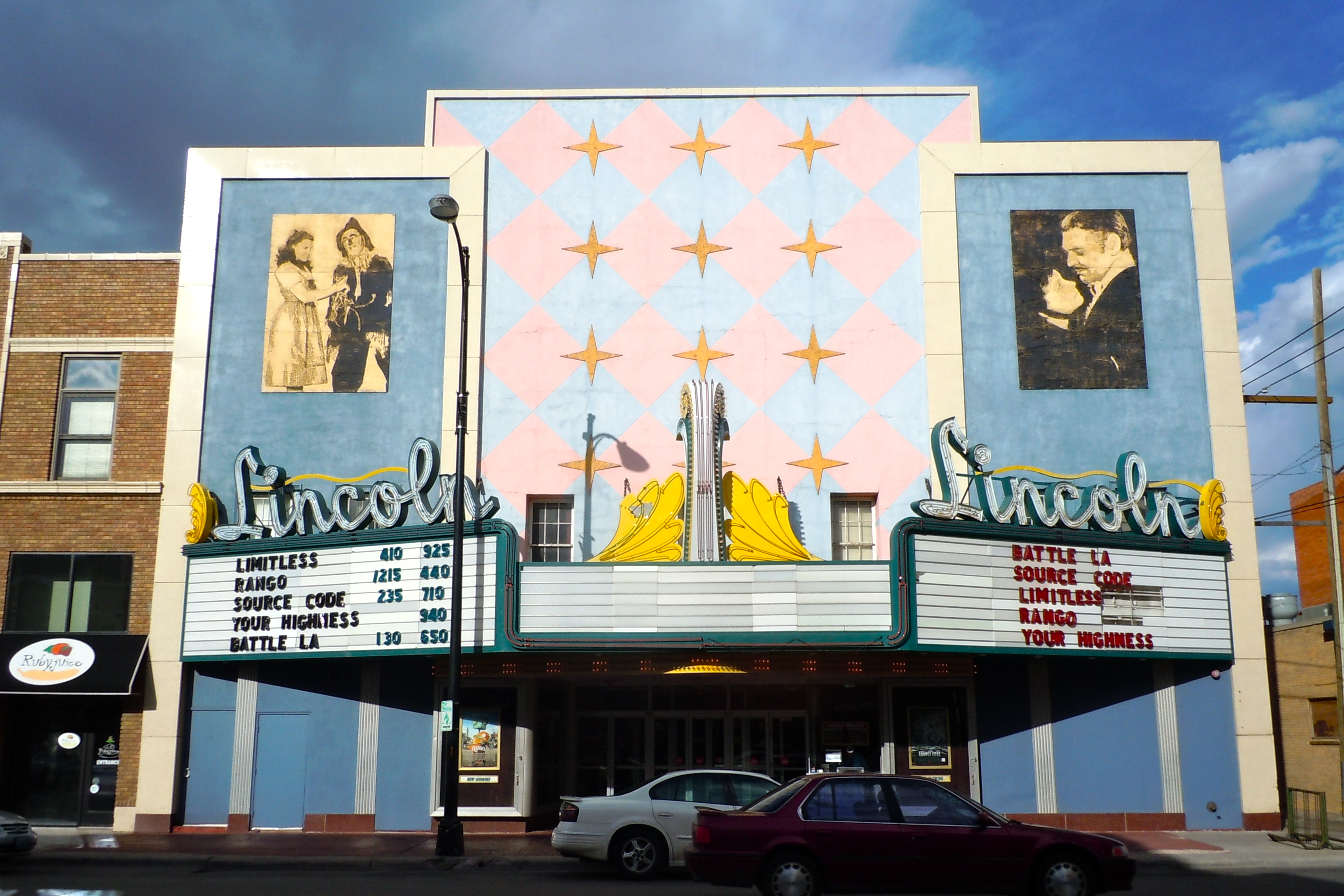
Lincoln Theater in Cheyenne, Wyoming, on US 30 –the Lincoln Highway

林肯公路（英語：Lincoln Highway）是美国最早的横贯大陆的公路之一。本公路的構想最先由印第安納企業家Carl G. Fisher提出并于1913年十月31日正式啓用。它東至紐約時代廣場，西至林肯公園，橫貫北美大陸。最早的林肯公路穿過以下13州：纽约州、紐澤西州、賓夕法尼亞州、俄亥俄州、印第安納州、伊利諾伊州、愛荷華州、内布拉斯加州、科羅拉多州、懷俄明州、猶他州、内華達州以及加利福尼亞州。1928年的一次調整讓它穿過西維吉尼亞州。因此林肯公路穿過了14個州，128個郡，超過700個城市、小鎮以及鄉村。
1913年，整个林肯高速公路的第一个正式记录长度为 3,389 英里（5,454 公里）。多年来，道路得到了改善，并进行了多次重新调整。到 1924 年，高速公路已缩短至 3,142英里（5,057 公里）。算上最初的路线和所有随后的重新调整，总共有 5,872 英里（9,450 公里）。
1926年美国编号公路系统建立后，林肯公路逐渐被国道所取代，大部分路线成为从宾夕法尼亚州到怀俄明州的美国30号公路的一部分。在1950年代州际公路系统形成后，林肯公路的原路线在很大程度上被80号州际公路这条从纽约市到旧金山的路线所取代。